# 岡特山
岡特山（英語：Mount Gunter），是南極洲的山峰，位於葛拉漢地西岸的法利埃海岸，處於哈里奧特冰川南岸，海拔高度1,970米，由英國探險隊測量，現時由南極條約體系管理。